# 狩衣
- 『春日権現験記』より
- 『春日権現験記』より
- 『春日権現験記』より
- 江戸時代中期の公卿勧修寺経逸の肖像
- 狩衣を着た若き日の三条実美
- 『装束着用之図』（国立国会図書館蔵）より、「狩衣」の図。
- 狩衣
（和漢三才図会）

狩衣（かりぎぬ）は、平安時代以降の公家の普段着。もともとは狩の時に着用したのでこの名前がついたが、活動的であることから次第に普段着として定着した。その後、時代を経るに従って公服としての色彩を増し、直垂に次ぐ四位の武家の礼服ともなった。ただし、狩衣姿での参内（御所への出入り）は一切認められなかった。明治時代以降には、神職の常装となった。
狩衣装束の構成は、下着を着て指貫（あるいは差袴）をはき、狩衣を着るだけである。また、立烏帽子をかぶる。
普段着という性質上、狩衣の色目・紋様は全くの自由である。ただし、禁色は避けられた。
なお、白色の無紋狩衣・無紋指貫の形を「浄衣（じょうえ）」といい、専ら神事に用いられた。

## 形状・構成
袍や直衣と同じ「襟紙」という芯を入れた盤領（まるえり、立首の円い襟）で袖の広い衣装だが、身頃は半分の一巾で脇を縫わずに袖を後ろ身頃に縫いつけ、腕の上げ下げがし易くなっている。脇のあいた部分からは単（ひとえ）が見えるが、現代の神職などは略すことが多い。
襟の留め方は袍と同様に「蜻蛉」という留め具を受け口に引っ掛けるタイプのもので、形状の似る水干（紐を結んでとめる）とは襟で見分けることが出来る。
袖には「袖括り」と呼ばれる紐が通してあるので、紐を引けば巾着のように袖口が狭まった。この紐は、若年ほど幅広で派手なものを用い、以後だんだん目立たないものとなる。中世以来の伝統を踏まえて江戸時代に完成したしきたりでは、元服後しばらくは菊綴じのない毛抜型（二色の撚紐計四本を装飾的に縫いつける）で、その後「薄平」という薄く幅広の組紐（現代の神職装束で「平露」と呼ぶもの）となり、中年では「厚細」という厚みのある組紐（のちに用いなくなった。組織は帯締めに使う「ゆるぎ打ち」に類する）、老年では「縒括」といって右撚りと左撚りの紐二本を並べて通した（現代の神職装束で「細露」と呼ぶもの）ものにする。なお、裏のない狩衣の場合、年齢にかかわらず「縒括」を用いた。
白小袖の上に単（あるいは袷仕立ての衣）を重ね狩衣を着用する。帯は「当帯」（あておび）と呼ばれる共布の布帯を用い、立烏帽子をかぶる。袴は現在は指貫（括り緒の袴）あるいは差袴（切袴の一種）が一般的だが、室町時代までは下級貴族は六幅（指貫は八幅）の白い麻布で仕立てた軽快な狩袴を合わせた。さらに身分が低いと四幅の狩袴を使うこともあった。

## 狩衣の歴史

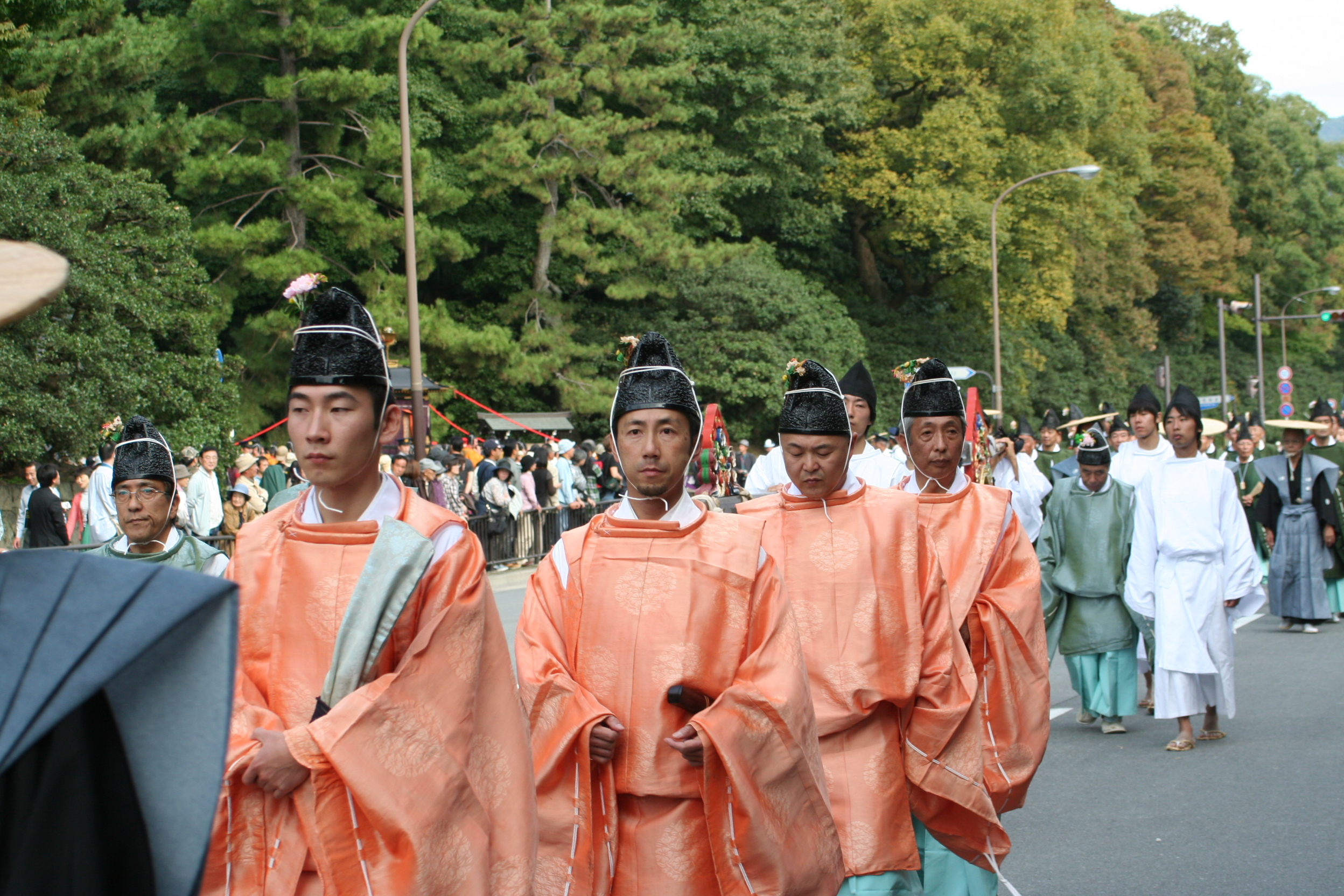
狩衣を着用した男性。京都市時代祭にて

狩衣はもともと都の中産階級の人々のお洒落着であった布衣に由来する。布と言う字からも解るとおりもともと麻布製の素朴なものであったが、動きやすさを好まれて貴族が鷹狩りなどの衣装として採用し、平安初期には上皇以下の貴族の日常着になった。奈良・平安前期には野行幸（天皇の鷹狩）に供奉する者は摺衣（すりごろも）を着たが、その影響か初期の狩衣は摺りが多かった。「伊勢物語」第一段にも「若紫の摺り衣」が和歌に登場する。狩猟に限らない貴族の日常着になると、生地も綾などの高級絹織物となり、高位の貴族の着るものを「狩衣」（模様有り、袷仕立て）それ以外を布衣（ほい/「ほうい」と呼ぶと狩衣全体を指す/無紋、裏地なし）と呼び分けた。ただし、日常着であるため宮中への出入りは認められなかった。
平安時代中期には国風文化の隆盛とともに「みやび」と言う価値観・美意識が広まった。貴族たちは狩衣の表地と裏地の色に工夫を凝らし、裏地の色が薄い絹を通して表にほんのり現れる様子に優美な名称をつける「色目」が考え出された。ただし、上級貴族の場合、四十歳を迎え「四十の賀」の祝いの後は老人と見なされ白い裏地しか使えなくなった。
平安時代末期の院政期に入ると、直衣に続き狩衣で院御所に出入りすることが一般化する。上皇本人も狩衣を着用するため「布衣始」（ほういはじめ）の儀式のあとは自由に狩衣を着ることができるようになった。下着に白小袖を使うようになったのもこのころである。
近世武家社会において狩衣は礼服と認められ、武家では侍従に任ぜられない四位の正月の江戸城の礼装とされ、無紋の布衣は旗本クラスの礼服とされた（厳密には無位の幕臣の内幕府が布衣を許したもの。許されない者の装束は素襖）。(ちなみに四位で中将・少将・侍従に任ぜられる者の礼装は直垂、それ以外の四位が狩衣、五位は大紋、許された無位は布衣、それ以外の無位は素襖。江戸幕府では、三位以上に昇るのは御三家・御三卿と前田家のみ。上級の大名は四位となる。その他の大名・高家は五位に叙せられ、六位以下への叙任はなかった。また、将軍宣下や仏事など、将軍が束帯や衣冠などを着るときは、五位以上は同じ装束を着た)
また、四位侍従以上も国元などで狩衣を用いたが、徳川家（宗家・御三家・御三卿）を除く武家の狩衣は原則として裏をつけることができなかった（1869年（明治2年）に諸侯五位以上も公家に準じて許可された）。
近世の公家では殿上人以上大納言以下、布衣は地下人クラスが参内に付き添うときなどに着用された。なお鎌倉時代以降、公家の大臣以上は小直衣を使用したため（正確には摂家は内大臣以上に、清華家は近衛大将に任ぜられたときから使用）、狩衣を使用しない。上皇は、中世では小直衣と狩衣を共に着ることができたのであるが、近世の上皇は小直衣が中心で狩衣の使用例はほとんど認められない。
明治初期には朝廷出仕の際の礼装になったが、明治5年に太政官布告により礼服が洋服となり、狩衣は公服としての役目を終えた。
現代では、神職の常装として着用されている。神社本庁の制度では、二級以上は裏のある狩衣を用いることができるが、三級以下は四季を通じて単狩衣であって、身分の上下によって裏をつけることに制限のあった近世の名残を伝えている。なお三級以下は無文の平絹もしくは顕文紗などの生地に限られているが、近年では平絹の狩衣（布衣）を用いる者はまずいないし（装束店のカタログでも見ない）、紗以外の生地も等級を問わず使用されている。三級以下の単狩衣は当然撚括であるべきだが、この点もあいまい化されているようである。